# 菅原潤
菅原 潤（すがわら じゅん、1963年 - ）は、日本の哲学研究者（近現代ドイツ思想・環境哲学）。日本大学教授。

## 来歴
宮城県仙台市生まれ。1987年東北大学文学部卒、1996年同大学院文学研究科博士課程単位取得退学。1998年「シェリングにおける神話と自由の弁証法」で、東北大学より文学博士の学位を取得。
1997-2000年東北大学助手、2003年佐賀大学助教授、2006年長崎大学環境科学部助教授、2007年准教授、2008年教授。2015年日本大学工学部教授。

## 著書
- 『シェリング哲学の逆説 神話と自由の間で』北樹出版 2001
- 『環境倫理学入門 風景論からのアプローチ』昭和堂 2007
- 『昭和思想史とシェリング 哲学と文学の間』萌書房 叢書シェリング入門 2008
- 『「近代の超克」再考』晃洋書房 2011
- 『弁証法とイロニー 戦前の日本哲学』講談社選書メチエ 2013
- 『旅する木下杢太郎／太田正雄　グローバル時代の二足の草鞋』晃洋書房 2016
- 『京都学派』講談社現代新書 2018
- 『上山春平と新京都学派の哲学』晃洋書房 2019
- 『実在論的転回と人新世　ポスト・シェリング哲学の行方』知泉書館 2021
- 『梅原猛と仏教の思想』法藏館 2022

共編
- 『21世紀の哲学史 明日をひらく知のメッセージ』伊藤周史・齋藤直樹共編 昭和堂 2011

### 翻訳
- リヒャルト・クローナー『ドイツ観念論の発展 カントからヘーゲルまで 2』上妻精、北岡崇監訳、高野敏行共訳 理想社 2000
- リュディガー・ブプナー『美的経験』竹田純郎監訳、齋藤直樹、大塚良貴共訳 叢書ウニベルシタス・法政大学出版局 2009、新版2021
- 『ハイデッガー全集 第49巻「第2部門 講義(1919-44)」ドイツ観念論の形而上学 シェリング』ゲオルク・シュテンガー共訳 創文社 2010、東京大学出版会 2021